# 尚爱兰
尚爱兰（1962年—），中国内地作家，出版多部作品，曾任《南方都市报》等报刊的专栏作家。女儿为作家蒋方舟。

## 部分出版作品
- 《性感时代的小饭店》[3]（1999年获著名文学网站“榕树下”首届网络原创文学大赛最佳小说奖）[4]
- 《永不原谅》[5]（2000）
- 《数字美人》[6]（2001）
- 《蒋方舟的作文革命》[7]（2003）
- 《作文课》[8]（2019）